# 문화적 겸손
문화적 겸손은 "사람에게 가장 중요한 문화적 정체성의 측면에서 다른 방향으로(혹은 다른 쪽으로 열린) 대인관계적 입장을 유지하는 능력"이다. 문화적 겸손은 지식이나 인식의 상태를 얻는 것이 아니라 자기혐오에 초점을 맞추기 때문에 다른 문화적인 훈련 혹은 이념과는 다르다. 신체 건강 분야에서 문화적 겸손이 형성되었고, 치료사와 사회복지사들이 의뢰인과 지역 사회 구성원들과의 상호 작용의 질을 향상시키기 위해 그들에게 적용되었다.

## 배경
문화적 겸손을 이해하기 위해서는 이러한 상호작용에서 문화가 중심적인 방법에 대해 생각하는 것이 중요하다. 문화적 언어적으로 적절한 기준 (CLAS)의 저자는 "문화는 건강 관리 정보가 어떻게 받아 들여지는지, 권리와 보호가 어떻게 행사되는지, 건강 문제로 간주되는지, 증상과 우려가 문제가 표현되고, 누가 문제에 대한 치료를 제공해야 하며, 어떤 유형의 치료가 주어져야 하는지. 결론적으로, 건강 관리는 질병과 인체의 본질에 대한 신념에서 비롯된 문화적 구성이기 때문에 문화적 문제는 실제로 보건 서비스 치료 및 예방적 개입의 중심에 있다. 따라서 이러한 차이점을 발견하고 통합하면 문화적 겸손이 성장하고 형성될 수 있는 환경을 조성하는 데 도움이 된다.

## 역사
문화적 역량은 건강 관리 분야에서 처음으로 홍보된 아이디어였다. 능력 교육 프로그램은 문화적 이해 부족으로 인한 의학적 오진 및 오류를 예방하기 위한 프로그램이다. 그러나 미국의 문화 다양성 증대에 따라 능력은 모든 의료 전문가의 요구를 충족시키지 못했다. 문화적 겸손은 1998년 멜라니 테 발론(Melanie Tervalon)과 얀 머레이 가르시아(Jann Murray-Garcia)가 작성한 용어로 다문화주의가 의료 전문가로 일하는 방식을 설명한다. 문화적 역량의 개념을 대체하면서, 문화적 겸손은 자기 반성과 평생 학습에 초점을 둔 아이디어에 기반을 두었다. Tervalon과 Murray-Garcia는 건강 관리 전문가들이 다문화주의 측면에서 적절한 교육이나 훈련을 받지 못하고 있으며 주제에 접근하는 새로운 방법을 개발했다고 믿었다.
|      | 문화적 역량 | 문화적 겸손 |
| ---- | --- | --- |
| 목표 | 소수 민족 문화에 대한 이해를 구축하여 서비스를 더 적절하고 적절하게 제공 | 서비스 제공자의 인지도를 높이기 위해 문화에 대한 개인적인 반성과 성장을 장려한다.                                                                                                |
| 가치 | - 지식 - 훈련 | - 내성 - 공동 학습 |
| 단점 | - 자기 자신이 아닌 다른 문화에 '능력'이있을 수 있다는 생각을 강요한다. - 문화가 단일체라는 신화를 뒷받침한다. - 살아있는 경험보다는 학문적 지식에 기반한다. 전문가들은 문화에 "인증"될 수 있다고 믿는다. | - 전문가가 고객과의 학습 아이디어를 파악하는 데 어려움을 겪는다. - 학계와 의학 분야의 사람들이 고심 할 수 있는 최종 결과는 없다.                                                 |
| 장점 | - 사람들이 목표를 달성하기 위해 애쓰는 것을 허용한다. - 기술 습득을 촉진한다. | - 최종 목표없이 평생 학습을 장려하지만 오히려 성장과 이해의 여정에 대한 감사이다. - 상호 이익이되는 관계에 전문가와 고객을 배치하고 피해를주는 역 동성을 감소 시키려고 시도한다. |

## 사회복지의 문화적 겸손
최근에는 사회복지전문인이 서비스 제공 및 실천을 위한 프레임 워크에 문화적 겸손을 채택하기 시작했다. 대부분의 문화적 겸손 수사학은 대인 관계, 개인 소규모 실습 사회 사업에 중점을 둔다. 근로자 / 고객 관계 및 문화적으로 적절한 개입 절차 측면에서 그러나 사회 사업은 문화적 겸손을 노동자를 위한 강력한 자기 반성 도구로 제시한다. 가장 중요한 것은 사회복지사가 자신의 힘, 특권 및 편견을 깨닫고 그렇게 습득한 교육 및 자격을 받아들이기만 하면 사회적인 불평등을 해결하기에는 불충분하다는 점이다. 이와 같이, 이러한 반사적 관행, 사회복지사는 고객이 자신의 삶에서 전문가이며 자신의 이해에 의지할 수 있는 근로자의 역할이 아니라는 점을 이해할 수 있다. 간단히 말해서, 고객은 경험이 있는 서비스 제공 업체가 아니라 권위이다. 문화적 겸손을 실천하는 사람들은 그들의 고객을 유능한 것으로보고 그들의 세계관과 그들이 경험했을지도 모를 억압 또는 차별을 이해하려고 노력한다.
사회복지사의 작업장 측면에서 감독자는 근로자가 다음을 할 수 있도록 도와야 한다.
- 모름을 정상화할 것. 감독관과 관리자는 알지 못하는 것이 아니라 문화적 겸손과 훌륭한 사회복지 실천의 중심인 성장을 위한 필수 조건임을 직원이 이해하도록 유도해야 한다.
- 문화권 기반 클라이언트 자체 평가 도구를 만들 것. 근로자는 고객에게 그들이 보거나 들을 수있는 메커니즘을 제공해야 하며, 이와 같은 도구는 그러한 기회를 제공한다. 고객은 이를 완료하기를 거부할 권리가 있지만 그럼에도 불구하고 실무자는 문화적 겸손의 실천에 경계하고 진실되게 남아있을 수 있다.
- In-service: 문화적 자체 식별 워크샵. 감독자 또는 프로그램 관리자는 직원들이 다른 사람들이 자신들이 믿을 수 있는 문화적 스테레오타입과 어떻게 다른지 자체 보고서를 작성하는 서비스 중 스타일 대화를 이끌 수 있다.

문화적 겸손은 개인과 공동체와 더 잘 연결되고 개인적인 편견과 정체성에 대한 더 많은 통찰력을 얻으려면 매크로 (지역 사회 조직, 사회 정책, 평가, 관리)와 마이크로 (치료, 대인 관계) 모두에서 활용할 수 있는 도구이다. 문화적 겸손은 사회복지사가 개인적으로나 직업적으로 성장할 수 있다.
미국 사회복지사협회의 윤리 강령에는 최신판에서 1996년에 승인되고 2008년에 개정된 문화적 겸손에 대한 언급이 없다.

## 같이 보기
- 사회사업
- 작업치료